# Pak Bom-su
Pak Bom-su – północnokoreański zapaśnik walczący w stylu klasycznym. Brązowy medalista igrzyskach azjatyckich w 1990. Mistrz Azji w 1991 roku.